# Bernhard Roos (Politiker, 1796)
Bernhard Roos (geboren als Beres Wolff; * 24. Oktober 1796 in Ingenheim; † 1. November 1888 ebenda) war ein deutscher Kaufmann, Gutsbesitzer, Vorsteher der jüdischen Kultusgemeinde, Wahlmann, Politiker und von 1869 bis 1884 Bürgermeister von Ingenheim.

## Leben
Er heiratete 1815 die in Niederhochstadt geborene und in Ingenheim verstorbene Sara Mayer (1800–1867).
Als 1. Vorstand der größten jüdischen Kultusgemeinde in der Pfalz, der er bis zu seinem Lebensende blieb, unterzeichnete er mit weiteren Mitgliedern am 27. September 1827 den Kaufvertrag des zukünftigen Synagogengrundstücks.
Mindestens seit 1833 war Roos als Stadtverordneter auch politisch tätig.
Im Jahr 1844 empfing Roos unter großer Beteiligung der Bevölkerung den Bischof von Speyer Nikolaus von Weis, der in der Synagoge den ihm gewidmeten Feierlichkeiten beiwohnte und zu den Anwesenden sprach.
Seine Beliebtheit und sein Ansehen ist auch darin zu erkennen, dass er im Jahr 1855 als Jude in überwiegend christlichem Umfeld mit 240 von 246 Stimmen zum Wahlmann für die Wahlen zum bayerischen Landtag gewählt wurde.
Im Jahr 1869 wurde Roos im Alter von 73 Jahren „zum ersten und einzigen jüdischen Bürgermeister der Pfalz“ gewählt.

## Auszeichnungen
- 1883: Silbernes Ehrenzeichen des Verdienstordens der Bayerischen Krone[9]